# Pascal Faatz
Pascal Faatz (Eindhoven, 7 agosto 2000) è un tuffatore olandese, specialista del trampolino 1 e 3 metri.

## Biografia
Ha studiato alla Fontys University of Applied Sciences di Eindhoven. È allenato da Nancy Roza.
All'età di diciotto anni, ha rappresentato la nazionale olandese ai Giochi europei di Baku 2015, dove si è piazzato al diciannovesimo posto nella piattaforma 10 metri.
Ai campionati europei di nuoto di Glasgow 2018 le cui gare dei tuffi si sono disputate alla Royal Commonwealth Pool di Edimburgo, ha gareggiato nei concorsi del trampolino 3 metri sincro misti con la connazionale Inge Jansen,concludendo la gara al quarto posto.
Agli europei di tuffi di Kiev 2019 si è piazzato sesto nel concorso a squadre mista con i connazionali Dylan Vork, Inge Jansen e Celine van Duijn. Nel trampolino 1 metro è stato eliminato nel turno qualificatorio con il ventinovesimo posto.

## Palmarès
| Anno | Manifestazione   | Sede     | Evento              | Risultato | Prestazione | Note |
| ---- | ---------------- | -------- | ------------------- | --------- | ----------- | ---- |
| 2015 | Giochi europei   | Baku     | Piattaforma 10m     | 19º Q     | 334,45 p.   |      |
| 2017 | Europei di tuffi | Kiev     | Sincro 10m misti    | 7º        | 251,94 p.   |      |
| 2018 | Europei di nuoto | Glasgow  | Trampolino 3m misti | 4º        | 278,10 p.   |      |
| 2019 | Europei di tuffi | Kiev     | Squadra mista       | 6º        | 328,50 p.   |      |
| 2019 | Europei di tuffi | Kiev     | Trampolino 1m       | 29º Q     | 236,85 p.   |      |
| 2021 | Europei di nuoto | Budapest | Trampolino 1m       | 18º       | 297,80      |      |
| 2021 | Europei di nuoto | Budapest | Sincro 3m           | 10º       | 311,04      |      |